# Сіверськодонецьке науково-виробниче об'єднання «Імпульс»
48°56′23″ пн. ш. 38°29′49″ сх. д. / 48.939855° пн. ш. 38.496848° сх. д.
ПрАТ "Сєвєродонецьке науково-виробниче об'єднання «Імпульс»— провідне українське НВО з розробки і виробництва електронних систем контролю, обліку і безпеки в Україні. Розташоване в місті Сєвєродонецьк Луганської області.

## Історія
У науково-дослідному інституті керуючих обчислювальних машин розпочато виробництво перших серійних керуючих обчислювальних машин — УМ-1 і МППІ-1.
В 70-их роках підприємство отримало орден Трудового Червоного Прапора.
У кінці 80-их НВО «Імпульс» сформувало молодіжний житловий комплекс для будівництва житла за системою молодіжного кредитування.

### Російсько-українська війна
Наприкінці травня 2022 року підприємство було знищене російськими загарбниками під час спроб штурму Лисичанська та Сєвєродонецька.